# 大場区
大場区（だいじょう-く）は中華人民共和国上海市にかつて存在した県。現在の宝山区の一部に相当する。

## 歴史
1945年（民国34年）に設置された。1956年に江湾区及び呉淞区と合併し北郊区に再編された。